# El Valle y La Vega Cintora
El Valle y La Vega Cintora es una comarca del norte de la provincia de Soria (Castilla y León, España), integrada por El Valle del Razón y por la comarca histórica de la Vega Cintora, cuyos ayuntamientos se agruparon en un solo municipio, El Royo. Sus municipios forman parte de la Mancomunidad de los 150 Pueblos de la Tierra de Soria, de cuyos antiguos sexmos deriva. Aunque a veces la agrupación Pinares-El Valle y La Vega Cintora es considerada una única comarca, sintetizada como Pinares-El Valle, se trata aparte el primero de los territorios, debido a su tamaño.

## Municipios
- El Royo
- Rebollar
- Rollamienta
- Sotillo del Rincón
- Valdeavellano de Tera
- Villar del Ala

## Geografía
Limita por el norte con la sierra de Cebollera, que la separa de la comarca riojana de Cameros (subcomarca del Camero Nuevo); por el sur con El Berrún y la sierra de Carcaña, que la separan de la de Frentes; por el este con la sierra de Tabanera, que la separa de la de Almarza; y por el oeste con la sierra del Portillo de Pinochos, que la separa de Pinares.
Discurren los ríos Duero y Razón, separados por la sierra de Carcaña; el Duero forma una llanura fluvial o vega, que es la llamada Vega Cintora, mientras que el Razón forma un valle más recogido, que es conocido como El Valle por antonomasia, el cual está resguardado por las sierras de Cebollera, Tabanera y la ya citada Carcaña.
La Vega Cintora comprende los núcleos de Derroñadas, El Royo, Hinojosa de la Sierra, Langosto y Vilviestre de los Nabos. El Valle es conocido popularmente como la Pequeña Suiza Soriana por su verdor. De él, es originaria la mantequilla con denominación de origen: "Mantequilla de Soria". 

### Comunicaciones
Las vías de comunicación principales son dos carreteras provinciales (la  SO-820  y la  SO-800 ).

### Vegetación y fauna
Destaca vegetación de ribera como la del río Duero en la Vega Cintora, y el roble albar, el rebollo y el quejigo; también el pino albar, en menor medida el haya, y en mucha menor medida todavía, el pino negro (en el pico Castillo de Vinuesa). En lo que se refiere a fauna, y si obviamos las especies cinegéticas, destacan las aves rapaces, el lobo ibérico (aunque hay pocos), el gato montés y, en algunos cursos de agua, el cangrejo de río europeo; también hay, al Norte de la comarca, algún desmán ibérico y visón europeo.
Dentro de la Red Natura 2000, encontramos las partes de LIC y de ZEPA que existen en la comarca: del LIC Riberas del Río Duero y afluentes, del LIC Sierras de Urbión y Cebollera y de la ZEPA Sierra de Urbión.

## Historia

### Euskera y vascones
Según estudios epigráficos recientes, la presencia del euskera, y por consiguiente de vascones, en el norte de la provincia de Soria, es anterior a que se impusiese una lengua céltica, y después latina, en la zona, y también anterior a todos los hallazgos epigráficos encontrados hasta el presente en euskera, en La Rioja, el País Vasco o Navarra.

### Reino de Pamplona
Según el documento nº 166 del cartulario de San Millán de la Cogolla, en 1016, se estableció un acuerdo entre el Rey de Pamplona, Sancho III el Mayor, y el Conde de Castilla, Sancho García, en el que se establecía la frontera sur del Reino de Pamplona con Castilla en Garray (situado al norte de Soria capital), quedando dentro del Reino de Pamplona la zona norte de la provincia de Soria. Esa inclusión en el Reino de Pamplona fue importante, para el aumento del número de vascos en la comarca de El Valle y La Vega Cintora.

### Estudio genético: ADN propio de los vascos
Un estudio genético elaborado en 2017, por los departamentos de Genética Humana y de Estadística de la Universidad de Oxford (Reino Unido), la Fundación Pública Gallega de Medicina Genómica de Santiago de Compostela y el Grupo de Medicina Genómica de la Universidad compostelana, determinó que los sorianos de la zona norte de la provincia, en la que se incluyen las comarcas de las Tierras Altas, Almarza, El Valle y La Vega Cintora, y Pinares, son de ADN vasco.

## Patrimonio
En la comarca existen estos Bienes de Interés Cultural: el yacimiento de icnitas de dinosaurios en Soria, de El Royo; el palacio de los Hurtado de Mendoza, de Hinojosa de la Sierra; y el castillo de la misma localidad.